# Xenaleyrodes fauceregius
Xenaleyrodes fauceregius es un hemíptero de la familia Aleyrodidae, subfamilia Aleyrodinae.
Fue descrita científicamente por primera vez por Martin en 1999.